# Pedro III de Moldavia
Pedro de Moldavia (1422-1452) fue príncipe de Moldavia, e hijo de Alejandro I de Moldavia. Tradicionalmente se cree que es el segundo gobernante de Moldavia que lleva este nombre de reinado, aunque algunos historiadores (basados en una crónica polaca) han postulado que otro Pedro había gobernado Moldavia a finales del siglo XIV, convirtiéndolo en el tercer Pedro en el orden de reinado. 
Cogobernó Moldavia con su hermano, Esteban II, entre 1444 y 1445, entre 1447 y 1448 con Román II, y solo entre febrero y octubre de 1448. Llegó al poder con su primer y último gobernante con la ayuda del regente de Hungría, Juan Hunyadi. Según el cronista polaco Jan Długosz, Pedro se casó en enero de 1448, cuando todavía tenía 25 años, con la hermana mayor de Hunyadi (nombre desconocido) que tenía 50 años en ese momento.
Durante su reinado, un contingente de caballería de 3 000 hombres apoyó a Hunyadi en su campaña de 1448, que terminó en la segunda batalla de Kosovo de ese año. Pedro III también cedió la fortaleza de Chilia Veche a Juan Hunyadi.